# AABニュース&ウェザー
『AABニュース&ウェザー』（エーエービー ニュースアンドウェザー）は、秋田朝日放送が1992年10月1日の開局以来放送しているスポットニュース。
タイトルが示す通り、秋田県内のニュースと天気予報を伝えている。

## 放送時間
- 月曜 - 金曜 19:54 - 20:00 （ただし、2時間の特別番組などが放送される日には休止することが多い）
- 開局当時の放送時間は20:54 - 21:00だった。

## 担当アナウンサー
- シフト勤務

## 備考
- 土曜・日曜には『ANN NEWS&ウェザー』というタイトル（中身は『ANN NEWS』）で放送されている。
  - 開局当時から2006年4月2日までは『AABニュース&ウェザー〜ANN』と題して放送。2006年4月8日から2007年9月30日までは天気予報を放送せず、『ANN NEWS』のタイトルで放送していた。
- 平日昼の県内ニュース（『ワイド!スクランブル』に内包）にはタイトルやオープニング・エンディングは無いが、本番組とほとんど同じ構成になっている。
- 開局当初から1990年代後半までは夕方ローカルニュースに使用するスタジオから伝えていた。その後ニュースセンター内のブースに移動。長年ニュースセンターの中身がまる見えのセットだったが2012年のAABロゴ変更と前後して報道部本体との仕切りが付いた。このセットはメインスタジオのセット入れ替え時にも使われる。スタジオ外壁には『ANN(ANN正規ロゴ) AAB(正規ロゴ) NEWS』のロゴマークがついている。
- AABロゴ変更に伴うタイトルアニメーションの変更以降、画面上では『ANN AABニュース＆ウェザー』というタイトルになっている。